# 雷霆穹頂體育場
雷霆穹頂體育場是一座位于泰国暖武里府北革市的足球场。现为泰国足球超级联赛蒙通联主场所在地。是泰国第一座投入使用的专业足球场。
该体育场曾经因赞助商而更名两次，第一次是2010年由原名为雷霆穹頂體育場更名为雅马哈体育场，2012年，随着皇象水泥股份成为俱乐部的主要赞助商，体育场的名字又更改为皇象水泥體育場。2020年，结束了与俱乐部长达8年的主要赞助关系，体育场名称再次改回雷霆圆顶体育场。

## 泰国国家队足球比赛
| 日期          | 主队 | 比分  | Team 2   | Competition |
| ------------- | ---- | ----- | -------- | ----------- |
| 2009年11月8日 | 泰國 | 1 - 1 | 叙利亚   | 友谊赛      |
| 2010年8月11日 | 泰國 | 1 - 0 | 新加坡   | 友谊赛      |
| 2010年9月4日  | 泰國 | 1 - 0 | 印度     | 友谊赛      |
| 2012年11月7日 | 泰國 | 2 - 0 | 马来西亚 | 友谊赛      |
| 2017年10月8日 | 泰國 | 1 - 0 |          | 友谊赛      |